# Tockus
Genre
Le genre Tockus comprend dix espèces d'oiseaux appartenant à la famille des Bucerotidae.

## Taxinomie
À la suite de l'étude phylogénique de Gonzalez et al. (2013), le Congrès ornithologique international (dans sa version 4.4, 2014) déplace huit espèces de ce genre vers d'autres genres : 
- vers Horizocerus (1 espèce)
  - Calao de Hartlaub (alors Tockus hartlaubi)
- vers Lophoceros (7 espèces)
  - Calao de Bradfield (alors Tockus bradfieldi)
  - Calao couronné (alors Tockus alboterminatus)
  - Calao longibande (alors Tockus fasciatus)
  - Calao de Hemprich (alors Tockus hemprichii)
  - Calao à bec noir (alors Tockus nasutus)
  - Calao pygmée (alors Tockus camurus)
  - Calao à bec pâle (alors Tockus pallidirostris)

### Liste des espèces
D'après la classification de référence (version 5.1, 2015) du Congrès ornithologique international (ordre phylogénique) :
- Tockus ruahae – Calao du Ruaha
- Tockus kempi – (?)
- Tockus damarensis – Calao de Namibie
- Tockus rufirostris – (?)
- Tockus erythrorhynchus – Calao à bec rouge
- Tockus monteiri – Calao de Monteiro
- Tockus deckeni – Calao de der Decken
- Tockus jacksoni – Calao de Jackson
- Tockus leucomelas – Calao leucomèle
- Tockus flavirostris – Calao à bec jaune

## Répartition géographique

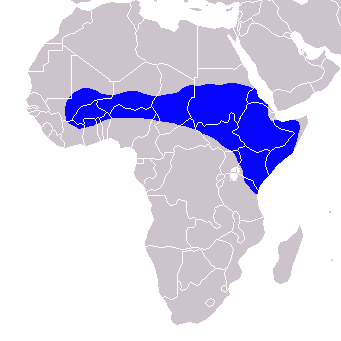
Tockus erythrorhynchus
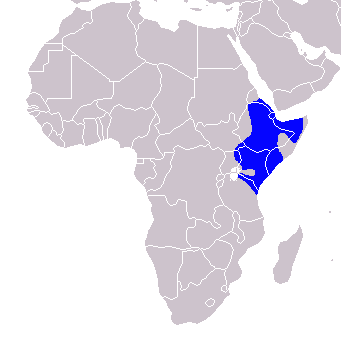
Tockus flavirostris
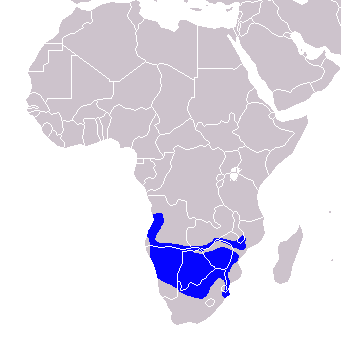
Tockus leucomelas
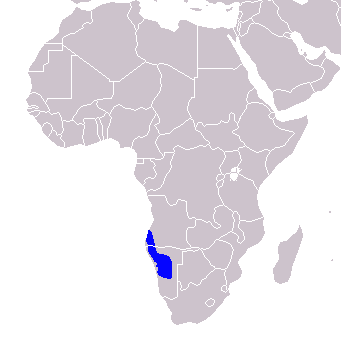
Tockus monteiri